# 山下真司
山下真司（1951年12月16日—）是日本演员，出生于山口县下关市。所属事务所是FROM FIRST PRODUCTION。日本中央大学文学系肄业。

## 经历
下關商業高等學校毕业後考入日本中央大学文学系，後退学。1975年进入文学座剧团附属研究所。毕业后进入NLT剧团。1979年在著名热血刑警剧《向太阳怒吼！》（「太阳にほえろ!」）中主演新人警员出道。1984年在TBS的校園劇《SCHOOL WARS～爱哭鬼老师的七年战争》中饰演主角：一名热血教师，打响知名度。在剧中的台词“我现在就扁你们”成为流行名句。早年常常饰演热血的角色，後来戏路拓宽，也开始出演喜剧角色，演技广受好评。

## 参演作品

### 电影
- 2001年，《水男孩》
- 2002年，《 ピンポン》，出演：选手A的父亲
- 2002年，《圈套電影版》，出演：神崎明夫
- 2006年，《手机刑警电影版 巴别塔的秘密～致钱形姐妹的挑战书》
- 2014年，《獸電戰隊強龍者 VS Go Busters 恐龍大決戰！ 再見永遠的朋友啊》，出演：桐生斷鐵
- 2014年，《我們是獎金收益團》，出演：赤井辰秀

### 电视剧
- 1983年4月，《阿信》（NHK，晨間小說），出演：田倉仁(ひとし)
- 1985年10月，《阿尔萨斯的晴空》，出演：吉村行雄
- 1987年7月，《電台瘋狂物語》，出演：職場の上司
- 1987年10月，《東京七男女故事》，出演：高木俊行
- 1988年7月，《あそびにおいでョ!》，出演：別府良夫
- 1989年1月，《春日局》（NHK，大河劇），出演：稲葉正成
- 1989年7月，《飯店新人類》，主演
- 1990年1月，《夢中情人》
- 1990年7月，《瘋狂校園》，主演
- 1991年1月，《媽咪佳人》，出演：影山肇
- 1991年7月，《助教授一色麗子 法醫學教室之女》，出演：長嶋恒人
- 1992年1月，《灣岸競速》
- 1992年4月，《毛骨悚然撞鬼經驗》
- 1992年7月，《像天使一樣地想活一下》，出演：森脇
- 1993年4月，《ifもしも》
- 1993年7月，《愛在風雨中》
- 1993年9月，《沉睡的森林》，出演：加賀恭一郎
- 1996年7月，《金田一少年事件簿》，出演：都築哲雄
- 1997年4月，《新幹線97戀愛物語》
- 1998年1月，《德川庆喜》（NHK，大河剧）
- 2000年1月，《新幕府大將軍 德川家康》（NHK，大河剧），出演：黒田長政
- 2000年10月，《新宿暴走救急隊》，出演：武田誠一郎
- 2001年4月，《菜鳥警探》，出演：五十嵐由紀夫
- 2001年7月，《背叛》，出演：正木淳
- 2002年7月，《搞笑偵探一族》，出演：仙道雄二
- 2002年10月，《手机刑警钱形爱》，出演：五代潤
- 2003年1月，《天國的大輔SP》，出演：米重修一
- 2003年4月，《有錢真幸福》，出演：相田欽也
- 2003年4月，《寵物情人》，出演：大石みのり
- v2003年10月，《手机刑警钱形舞》，出演：五代潤
- 2003年10月，《獅子老師》，出演：佐竹久典
- 2004年1月，《手机刑警钱形泪》，出演：五代潤
- 2004年4月，《清新的風》，出演：江口弘之
- 2004年7月，《愛情一本》，出演：横山武
- 2005年1月，《富豪刑事》，出演：鎌倉熊成
- 2005年7月，《電車男》，客串：青山健吾
- 2005年7月，《鑽石之戀》，出演：沢渡圭一
- 2005年10月，《鬼来电》，出演：秋野修司(59)
- 2006年1月，《里見八犬傳SP》，出演：杉倉木曾介氏元
- 2006年1月，《天下騷亂德川三代的陰謀》，出演：徳川秀忠
- 2006年1月，《西遊記》，客串：赤雲
- 2006年4月，《新富豪刑事之有錢的要命》，出演：鎌倉熊成
- 2006年7月，《水漾青春》，出演：高村秀之
- 2007年4月，《羅密歐與茱麗葉SP》，出演：森田儀一
- 2007年7月，《偵探學園Q》，客串：遠山金三郎
- 2007年7月，《女帝》，出演：杉野謙造
- 2007年7月，《壽司王子》，出演：奥平海月
- 2008年1月，《轉瞬為風SP》，出演：大塚先生
- 2008年10月，《富家女與窮酸郎》，出演：安田啓一
- 2009年1月，《天地人》（NHK，大河剧），出演：直江信綱
- 2009年1月，《RESCUE》，出演：大八木誠司
- 2009年7月，《隔壁的草坪》，出演：川野
- 2013年2月，《獸電戰隊強龍者》，出演：桐生斷鐵
- 2013年4月，《女信長》，出演：朝倉義景